# Ricardo Halac

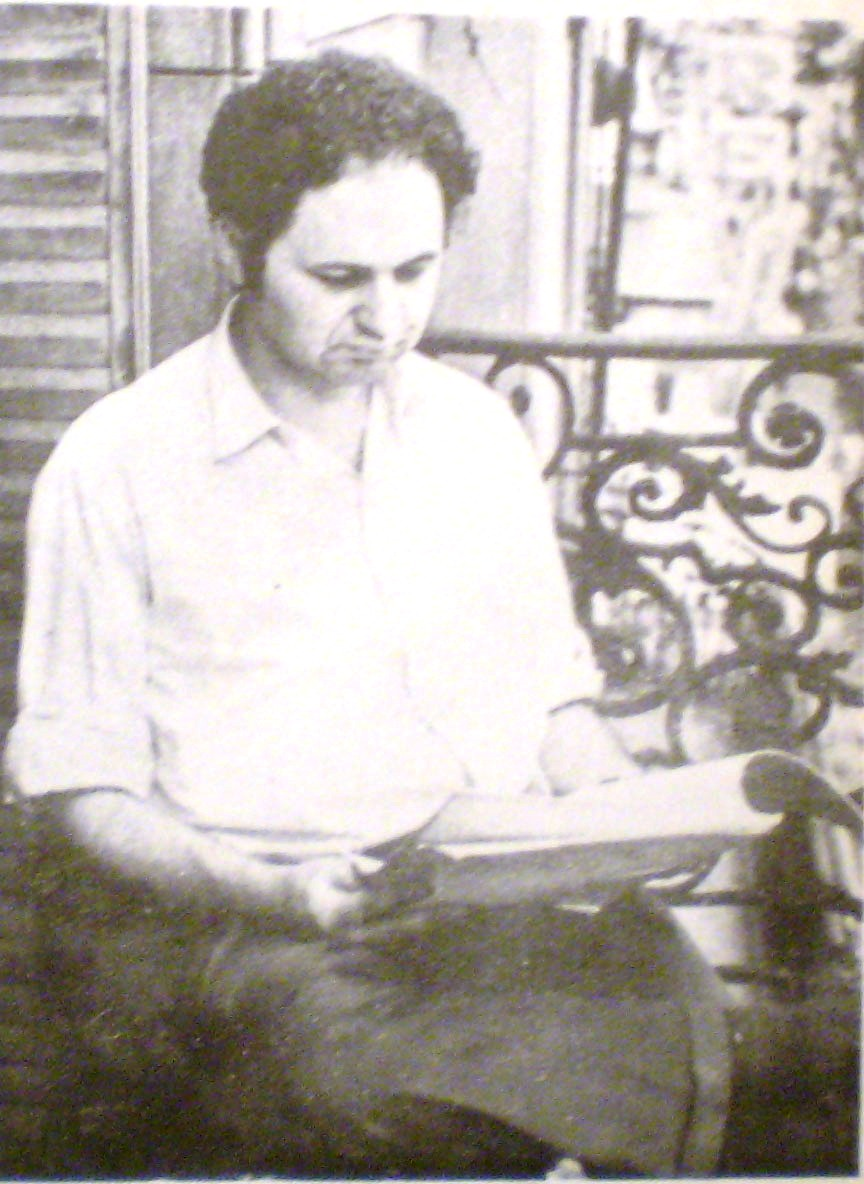
Ricardo Halac (1968)

Ricardo Halac (* 1935 in Buenos Aires) ist ein argentinischer Schriftsteller und Dramatiker. 
Er studierte an der Universidad de Buenos Aires und lebte in den 1960er Jahren einige Zeit in Europa, wo er das Theater von Bertolt Brecht kennenlernte.
1975 musste er nach Mexiko flüchten, da er von der Triple A bedroht wurde.
Halac konnte mit seinem Theaterstück „Soledad para cuatro“ 1961 erfolgreich debütieren; Augusto Fernandes inszenierte es noch im selben Jahr. 
Er nahm auch 1981 am Teatro Abierto mit seinem Stück Lejana tierra prometida teil.

## Ehrungen
- 2009 Premio Martín Fierro

## Werke (Auswahl)
Einzelausgaben
- Soledad para cuatro 1961.
- Estela de Madrugada 1965.
- Fin de diciembre 1965.
- „Tentempié I“ y „Tentiempié II“ 1968/1994.
- Segundo tiempo 1976.
- El Destete 1978.
- Un trabajo fabuloso 1980.
- Lejana tierra prometida 1981.
- Ruido de rotas cadenas 1983.
- El dúo Sosa Echagüe 1987.
- La perla del Plata 1987.
- ¡Viva la anarquía! 1992.
- Mil años un día 1993.
- Aquellos Gauchos Judíos 1995.
- Frida Kahlo la pasión 1996.
- Metejón 2001.
- Luna gitana 2002.

Werkausgaben
- Obras completas. Buenos Aires: Ediciones Corregidor, 2006 (6 Bände).